# Агатополска епархия
 Тази статия е за историческата и православната епархия.  За римокатолическата вижте Агатополска епархия (Римокатолическа църква).  
Агатополската или Ахтополската епархия (на гръцки: Ιερά Επισκοπή Αγαθουπόλεως) е епархия на Цариградската патриаршия със средище град Ахтопол (Агатопол), съществуваща от XV до XIX век. От 1 октомври 1998 година е титулярна епископия на Българската православна църква.
Ахтопол, споменаван още в различни източници и различни епохи като Тира(х) Перонтик-он (ус), Агатубулус, Гатополи, Гастополи, Ахтебулу и т.н., възниква около тракийския укрепен дворец-кула Авлеу-тейхос (Аюлеу-тейхос) при днешния Синеморец и е един от петте известни епископски центрове на влизащото днес в територията на България южно черноморско крайбрежие.
През май 1830 година епархията е присъединена към Созополската митрополия, която започва да се нарича Созоагатополска.

## Епископи
Епископи на Вселенската патриаршия
- Йоаким (март 1443-ноември 1447 г.)[2]
- Митрофан (починал през ноември 1554 г.)[3]
- Игнатий (споменат през 1584 г.)[4]
- Антоний (споменат през май 1590 г.)[5]
- Митрофан (споменат през юни 1591 г.)[6]
- Антоний (споменат в 1596/97 г.)[7]
- Евтимий (споменат през декември 1599[8] и през 1604 г.[9])
- Антим (споменат през май 1608 г.)[10]
- Митрофан (споменат за пръв път през ноември 1620, преместен през 1628 г.)[11]
- Григорий (избран през 1628,[12] оттеглил се през ноември 1650 г.)[13]
- Филотей (избран на 23 декември 1650,[14] преместен през 1659/60 г.)[15]
- Димитър (споменат през март 1663 г.)[16]
- Макарий (избран на 6 януари 1660, преместен през 1673 г.)[17]
- Лаврентий (избран на 26 септември 1673 г.)[18]
- Евтимий (починал преди 24 август 1692 г.)[19]
- Роман (споменат през август 1699[20] и в 1701[21] г.)
- Атанасий (споменат през септември 1702 г.)[22]
- Гавриил (споменат ок. 1722[23] и през 1733-1734 г.[24])
- Теодул (избран на 17 юли 1759, починал в 1767 г.)[25]
- Неофит (избран през април 1767, починал в 1783/84 г.)[26]
- Макарий (избран през януари 1784, починал в 1799 г.)[27]
- Гавриил (избран през февруари 1799, преместен на 8 юни 1808 г.)[28]
- временно обединена със Созополска епархия (1808-1813)[29]
- Дионисий (избран през февруари 1813, починал в 1815 г.)[30]
- Антим (избран през ноември 1815, преместен през 1821 г.)[31]
- Исая (избран през април 1821, оттеглил се през 1828 г.)[32]
- Йосиф (избран през юли 1828, напуснал към 1830 г.)[33]

Титулярни епископи на Българската патриаршия
| Име                 | Управление                         |
| ------------------- | ---------------------------------- |
| Никон Агатополски   | 1 октомври 1998 – 25 февруари 2002 |
| Йеротей Агатополски | 1 октомври 2014 –                  |